# La Cabanella (la Coma i la Pedra)
|  | Aquest article tracta sobre l'indret de la Coma i la Pedra. Vegeu-ne altres significats a «Cabanella». |

La Cabanella és una costa que es troba al poble de La Coma al municipi de La Coma i la Pedra (Solsonès) situada a l'est i sota la urbanització d'El Port del Comte.